# Exú

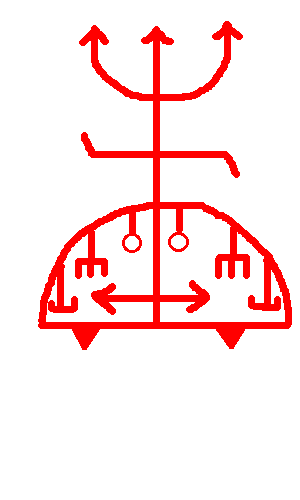
Símbol d'Eshu i Ogun de derivació brasilera

Eshu (també anomenat Esu, Exú, Elegua o Elegba) és una de les deïtats més respectades en la religió ioruba i en cultes sincrétics relacionats, com la santeria i el candomblé, que s'identifica de vegades amb Sant Antoni o Sant Miquel, es confon sovint amb el diable cristià i considerat erròniament una personificació del mal.

## Aspecte i característiques
Fa el paper d'intermediari entre els déus (l'Orisha) i l'home. Se li atribueixen els cops de sort, les intuïcions brillants, el bon èxit en comerç i empreses de qualsevol tipus; per aquest motiu, se l'invoca al començament de cada activitat, i al començament de cada ritual religiós i màgic i també l'últim al qual s'adreça l'atenció i les invocacions dels fidels, atès el seu paper de missatger i de respostes protectores. És el protector dels viatgers i el déu dels carrers (i en particular de les interseccions on es deixen ofrenes en honor seu), a més de ser el guardià de la casa. S'associa amb la fertilitat i no és casualitat que sovint es representi amb òrgans sexuals vistosos. En honor seu, és aconsellable col·locar una pedra amb forma de humanoide darrere de la porta i al terra. El seu dia és el dilluns, però molts fidels també el celebren el tercer dia de cada mes.
També protegeix contra la pobresa i la mort per sagnat. Els seus colors són el vermell i el negre, prefereix les joguines infantils, les monedes i les eines de pesca. Els seus animals preferits són els galls, les gallines i les tortugues.
El seu símbol és un collaret de perles amb elements vermells i negres que representen els dos pols oposats: vida i mort, guerra i pau, mala sort i bona sort.
És el primer dels guerrers Orisha i en les representacions precedeix als altres, entre els quals hi ha Ogun.
L'esposa d'Eshu és la sensual Pomba-Gira (Vira, a Candomblé), que simbolitza la seducció i la conducta luxuriosa (fins a l'homosexualitat i el sadomasoquisme), i l'ajuda de la qual s'invoca per resoldre problemes sentimentals o sexuals.
Eshu també té elements del trampós; en particular, sovint es burla dels homes, de vegades fa broma i els enganya o els tempta, per ajudar-los a madurar. Es pot enfadar si algú creua el carrer imprudentment en el moment equivocat i exactament com el destí sembla impredictible. El seu caràcter també és ambivalent, per una banda es mostra irritant, irascible i violent, per l'altra sovint apareix alegre, benèvol i protector.
Viu a diversos llocs, freqüentant no només els carrers, sinó també els boscos i els prats.

## Eshu a la mitologia

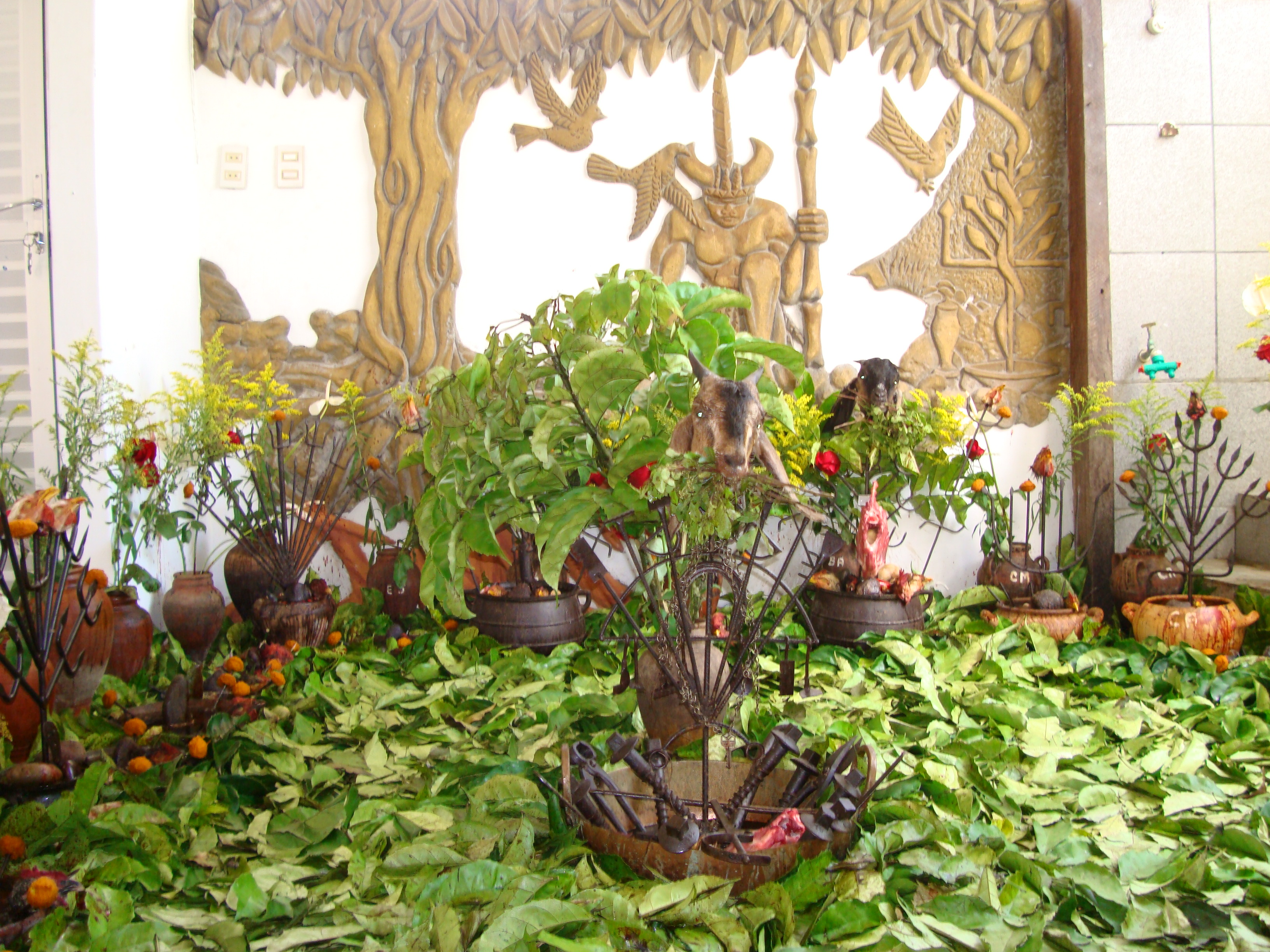
Sacrifici per Eshu. (Candomblé)

En un dels contes tradicionals sobre ell, per exemple, Eshu va creuar un poble amb un barret mig negre i mig vermell, llançant discòrdia entre aquells que asseguraven haver vist un desconegut amb un barret negre i aquells que afirmaven que el barret era vermell. En una de les versions del conte, Eshu va desvetllar el misteri més tard, ensenyant als vilatans la relativitat de la percepció; en un altre, el déu va permetre que la disputa degenerés fins al massacre.
Segons una altra llegenda, Eshu va ser el primer home que es va crear; des del naixement va mostrar alguns regals extraordinaris, com la capacitat de parlar i algunes tendències perilloses, com els caníbals. Després d'haver devorat també la seva mare, també va intentar prendre un sol mos de la divinitat Orunmila, que no estava gens disposada a menjar-se, va agafar una espasa, es va enfrontar a l'insaciable Eshu i el va tallar en dos-cents trossos. Però el diabòlic Eshu va ser capaç de recomposar-se i regenerar-se contínuament i just quan semblava que les hostilitats entre els dos tendien a l'infinit, els contendents van arribar a un acord que preveia la devolució de tots els cossos humans menjats per Eshu a canvi. per a la institució del La norma per saludar Eshu primer durant les cerimònies.

## Eshu en les diferents tradicions

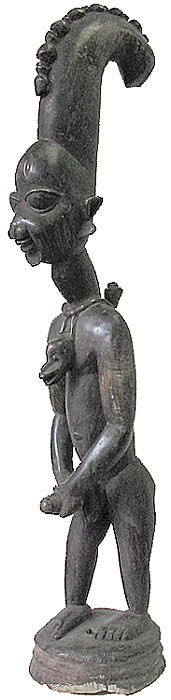
Estatueta d'Eshu-Elegbara, de la terra ioruba d'Oyo

És probable que l'origen del culte a Eshu s'identifiqui a la mitologia ioruba, en què Eshu (o Esu) es descriu com una energia que flueix de la roca sagrada Yangi que permet als homes comunicar-se amb diferents classes de déus (Irunmole, Orisa, Orunmila i altres). Aquesta entitat va assumir més tard les característiques d'un déu personal, i el seu culte es va estendre des d'Àfrica fins a les Amèriques després del tràfic d'esclaus. Les deïtats atribuïbles a Eshu són, entre altres:
- Umbanda i Quimbanda; segons la tradició, tenen alguns elements atribuïbles a Eshu, però són esperits dels morts i no són realment déus.[7]
- Eleggua; correspon a Eshu a la tradició Lukumi.
- Papa Legba, al vodou; ell és l'intermediari entre déus i homes. Eshu també té similituds amb el déu vodou Simbi, un intermediari entre els homes i Papa Legba.
- Lucero; a la religió Palo Mayombe, és el déu de l'equilibri i el guia en els camins.

Al panteó vudú, Eshu pren el nom de Legba, que és el "Déu que obre la barrera", és el protector dels recintes, té les claus del més enllà i s'identifica amb Sant Pere.
Lebga (Eshu) és una divinitat important a Dahomey (actualment la República de Benín) on representa el guardià de la cruïlla i del temple.